# بويل
بويل (بالإنجليزية: Boyle، بالأيرلندية:Mainistir na Búille)‏ هي مدينة في مقاطعة روسكومون في أيرلندا. وهي تقع على سفح جبال كرلو قرب لوخ كي في شمال البلاد. وتوجد قربها أيضا مقبرة كاروكيل المغليثية، ودولمن درومانون وبحيرات الصيد في لوخ أرو ولوخ جارا. بلغ عدد سكان البلدة 3,000 في عام 2010.

## أعلام
- باتريك فرنسيس شيهان
- مورين أوسوليفان
- كريس أوداود
- يوجين ميرفي